# Гертруда (персонаж)
Гертруда — героїня трагедії Вільяма Шекспіра «Гамлет», мати Гамлета, королева.
Гертруда нещодавно поховала чоловіка, але це не завадило їй незабаром вийти заміж за його брата, Клавдія, прекрасно розуміючи поспішність шлюбу, про що потім і скаже Клавдію. Також у п'єсі немає жодної репліки, в якій королева говорила б про свої почуття до нового чоловіка.
У Гертруди також немає ані подружньої вірності, ані материнської чуйності. Її нібито щиро хвилює божевілля сина, вона просить його друзів довідатись, що з ним сталося, але, судячи з її ж слів, вона прекрасно усвідомлює причини такого стану Гамлета. При цьому вона легко погоджується із версією Полонія, що Гамлет збожеволів від нерозділеного кохання до Офелії.
У фіналі Гертруда випадково випиває отруту, призначену Гамлетові, та вмирає під час двобою Лаерта з Гамлетом.